# Nikša Ranjina
Nikša Ranjina Andretić (Dubrovnik, 1494. – Dubrovnik, 1577./1582.) dubrovački plemić, hrvatski kroničar, pjesnik, antologičar i ljetopisac.

## Životopis
Najpoznatiji je po svojoj rukopisnoj zbirci hrvatskih petrarkističkih pjesama zvanim Zbornik Nikše Ranjine ili Ranjinin zbornik, a ponekad je nazivan i Dubrovačkim kanconijerom (rukopis je uništen u Drugom svjetskom ratu). Rukopis je imao dva dijela i sadržavao oko 820 pjesama, autori kojih su bili (prepoznati): Šiško Menčetić (preko 500 pjesama), Džore Držić (70-ak), Mavro Vetranović, Marin Krističević i Mato Hispani.
Kanconijer (poznat kao Zbornik Nikše Ranjine) smatra se prvom hrvatskom antologijom.
Piše i o dubrovačkom posjedu Konavala od starine.
U nekoliko je navrata bio knez Lopuda i Koločepa te Dubrovačke Republike

## Vanjske poveznice
- [neaktivna poveznica]